# Litoria nigrofrenata
A Litoria nigrofrenata a kétéltűek (Amphibia) osztályának békák (Anura) rendjébe, a Pelodryadidae családba, azon belül a Pelodryadinae alcsaládba tartozó faj.

## Előfordulása
A faj Ausztráliában, Pápua Új-Guineában és valószínűleg Indonézia Papua tartományában él. Természetes élőhelye a szubtrópusi vagy trópusi száraz erdők, nedves szavannák, időszakos folyók, mocsarak, időszakos édesvízi mocsarak, pocsolyák. A fajt élőhelyének elvesztése fenyegeti.